# Tostarpasjön, Halland
Tostarpasjön är en sjö i Halmstads kommun i Halland och ingår i Genevadsåns huvudavrinningsområde. Sjön är 11 meter djup, har en yta på 0,0805 kvadratkilometer och befinner sig 52 meter över havet.

## Delavrinningsområde
Tostarpasjön ingår i det delavrinningsområde (628003-133146) som SMHI kallar för Mynnar i Genevadån. Medelhöjden är 54 meter över havet och ytan är 28,7 kvadratkilometer. Räknas de 12 avrinningsområdena uppströms in blir den ackumulerade arean 65,84 kvadratkilometer. Alslövsån som avvattnar avrinningsområdet har biflödesordning 2, vilket innebär att vattnet flödar genom totalt 2 vattendrag innan det når havet efter 8,3 kilometer. Avrinningsområdet består mestadels av skog (37 %), öppen mark (10 %) och jordbruk (51 %). Avrinningsområdet har 0,08 kvadratkilometer vattenytor vilket ger det en sjöprocent på 0,3 %.